# Qualcosa di troppo
Qualcosa di troppo è un film del 2017 diretto da Audrey Dana.

## Trama
Dopo essere stata abbandonata da suo marito per un'altra donna, Jean esprime il desiderio di essere un uomo. Al suo risveglio scopre di avere il pene. Lo mostra alla sua amica che scoppia in una fragorosa risata e al suo ginecologo che va nel panico. La situazione si complica ulteriormente, quando un suo collega di lavoro si innamora di lei.

## Accoglienza
Il film è stato stroncato dalla critica ed è stato un fallimento al botteghino.